# Бутаєв Георгій Данилович
Георгій Данилович Бутаєв (1910–1943) — лейтенант Робітничо-селянської Червоної Армії, учасник Німецько-радянської війни, Герой Радянського Союзу (1943).

## Біографія
Георгій Бутаєв народився 25 грудня 1910 року в селі Коста Хетагурова (нині — Карачаєвський район Карачаєво-Черкесії) у родині шахтаря. Рано залишився без батька, з 15 років працював пастухом, водночас навчаючись у школі. У 1929 році вступив до Карачаївського педагогічного училища. У 1932 році переїхав до Москви, вступив на робітфак, але навчання не закінчив. У серпні 1933 року був призваний на службу до Робітничо-селянської Червоної Армії і за комсомольською путівкою був направлений до Луганської льотної школи, проте через ускладнення після перенесеного простудного захворювання курсанта Бутаєва медична комісія визнала непридатним до льотної роботи. У 1935 році він повернувся до рідного села, де почав працювати вчителем у місцевій школі. У 1937 році Бутаєв заочно закінчив осетинське педагогічне училище в Тбілісі. У 1941 році вступив до ВКП(б) . Початок війни зустрів завучем школи. Восени 1941 року він був повторно призваний на службу до армії. З березня 1942 — на фронтах Німецько-радянської війни. Того ж року Бутаєв закінчив курси політпрацівників Саратовського військово-політичного училища. Повернувшись на фронт, став політруком мінометної роти. Брав участь у боях на Воронезькому та Центральному фронтах, Курській битві, звільненні Української РСР . До вересня 1943 року лейтенант Георгій Бутаєв був парторгом батальйону 712-го стрілецького полку 132-ї стрілецької дивізії 60-ї армії Центрального фронту. Відзначився під час битви за Дніпро.
На світанку 24 вересня 1943 року батальйон Бутаєва переправився через Дніпро за 100 кілометрів на північ від Києва, в районі села Староглибів Козелецького району Чернігівської області. У критичний момент бою Бутаєв очолив батальйон, підняв його в контратаку проти німецьких військ і відбив їхню атаку, незважаючи на перевагу противника в чисельності, знищивши велику кількість танків та піхотинців ворога. У наступних боях на плацдармі Бутаєв також брав активну участь. 5 жовтня після артпідготовки батальйон атакував німецькі траншеї біля села Горностай-Поле Чорнобильського району Київської області . Перші лінії траншеї були зайняті, проте подальше просування батальйону було зупинено. Дві роти були направлені командиром батальйону в обхід, а третя, з якої пішов Бутаєв, мала атакувати супротивника по фронту. Того дня Бутаєв особисто піднімав в атаку підрозділ чотири рази, неодноразово брав участь у рукопашних сутичках, особисто у бою знищив понад 10 ворожих солдатів та офіцерів. У ході четвертої атаки він був поранений і контужений, але поля бою не залишив. Під час відбиття чергової німецької контратаки Бутаєв знову підняв бійців в атаку і був убитий кулеметною чергою. Похований у братській могилі села Паришів Іванківського району Київської області.
Указом Президії Верховної Ради СРСР від 17 жовтня 1943 року за «мужність та героїзм, виявлені під час форсування Дніпра та в боях за розширення плацдарму» лейтенант Георгій Бутаєв посмертно був удостоєний високого звання Героя Радянського Союзу. Також був нагороджений орденом Леніна та медаллю «За відвагу» . Меморіальну дошку на згадку про Бутаєва було встановлено у парку міста Чорнобиль . На честь Бутаєва названо вулиці в Чорнобилі, Черкеську, Владикавказі. Біля будівлі школи села Коста Хетагурова встановлено погруддя Бутаєва.